# La Romana (Dominikánská republika)
La Romana je sedmé největší město v Dominikánské republice, s odhadovanou populací okolo 130 000 (rok 2010) v rámci města. Při započtení metropolitní oblasti je počet obyvatel La Romany téměř dvojnásobný – 214 000. La Romana je hlavním městem stejnojmenné provincie v jihovýchodní části země.
Součástí města je moderní mezinárodní letiště La Romana International Airport, otevřené v roce 2000. Město je významnou turistickou destinací i dopravní křižovatkou pro cesty do dalších blízkých turistických lokalit, jako jsou městečka Bayahibe, Dominicus či Casa de Campo, která leží přímo na pláži, či rostoucí počet kvalitních golfových hřišť.

## Historie
Město bylo založeno v roce 1897 těžaři ropy. Po roce 1917, kdy byl ve městě postaven velký cukrovar, se však ekonomika města rychle přeorientovala na výrobu cukru. Vzhledem k tomu, že v té době rostly světové ceny cukru, se městu dařilo a značně vyrostlo přistěhovalectvím z jiných částí země.
V roce 1960 koupila cukrovar společnost Gulf and Western Industries a kromě cukrovarnictví začala investovat i do chovu dobytka v okolí města. Do rozvoje města společnost investovala 20 mil. dolarů, postavila školy, nemocnice, byty pro dělníky a další infrastrukturu. V polovině 70. let 20. století se společnost začala svých investic v Dominikánské Republice zbavovat, ale přesto ještě nedaleko města postavila dnes nejrozsáhlejší turistický resort v zemi, Casa de Campo.

## Turismus
Resort Casa de Campo je nejznámější turistickou destinací v okolí. Byl založen v roce 1975 společností Gulf+Western jako exkluzivní destinace v Karibiku a tato očekávání splnil. V roce 1984 byl resort odkoupen společností Central Romana Corporation, kterou vlastní Fanjul brothers. Další zajímavostí v okolí je Altos de Chavón, replika středomořské vesnice ze 16. století, která se nachází jen několik minut cesty od La Romana.

## Galerie

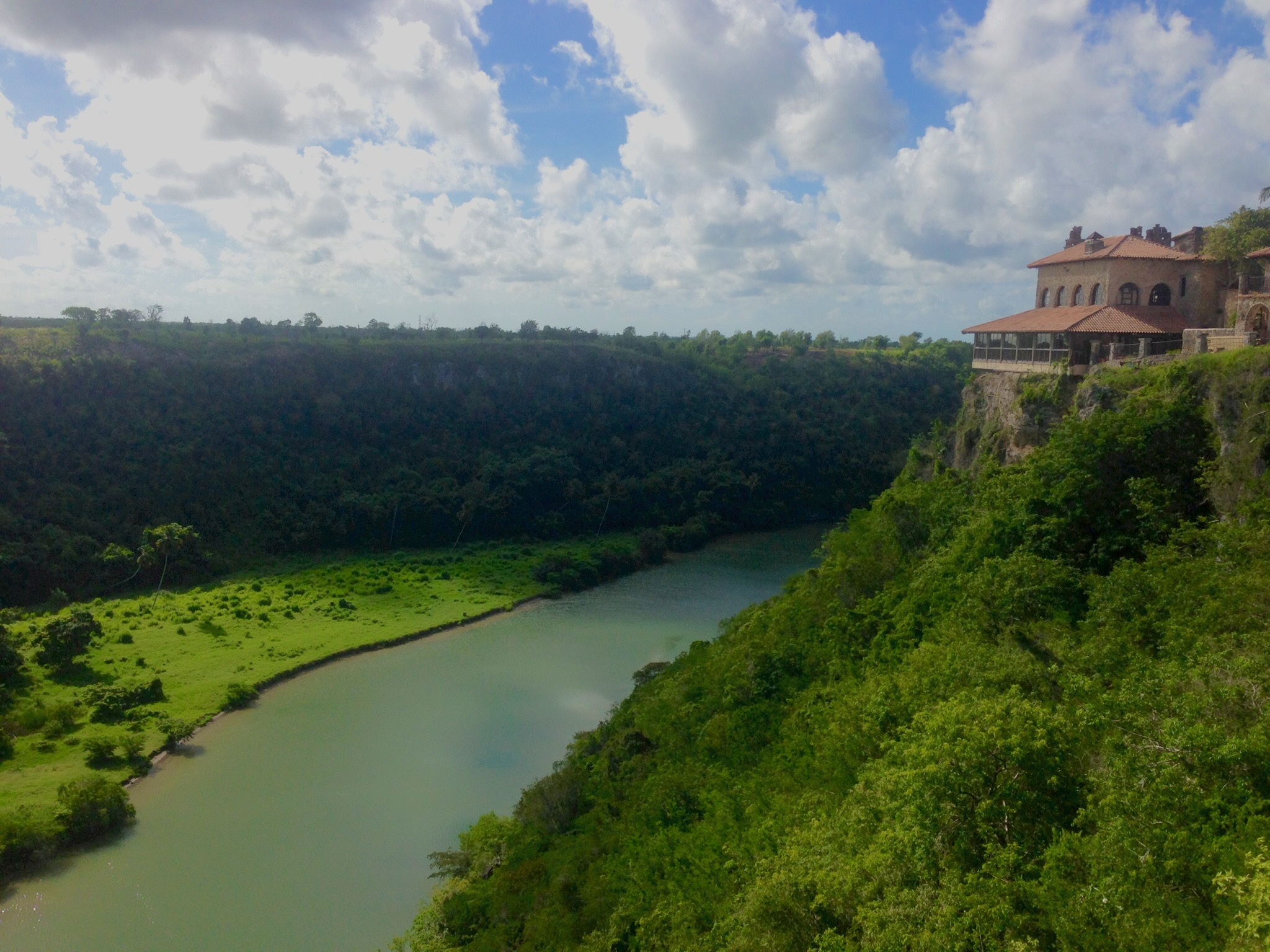
Pohled na řeku Chavón z Altos de Chavón
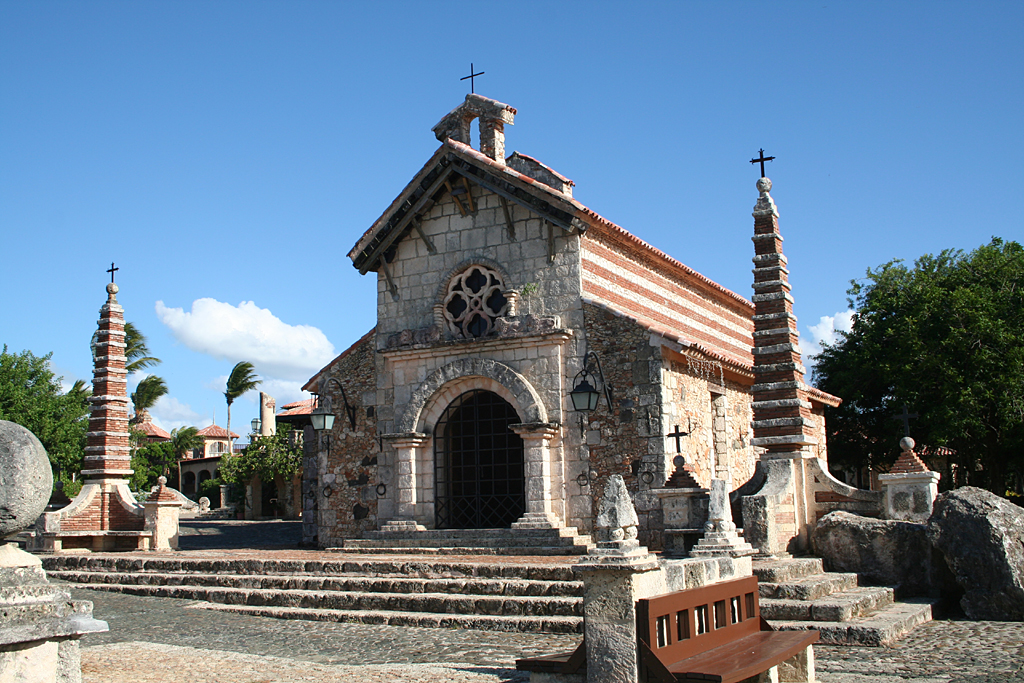
Altos de Chavón
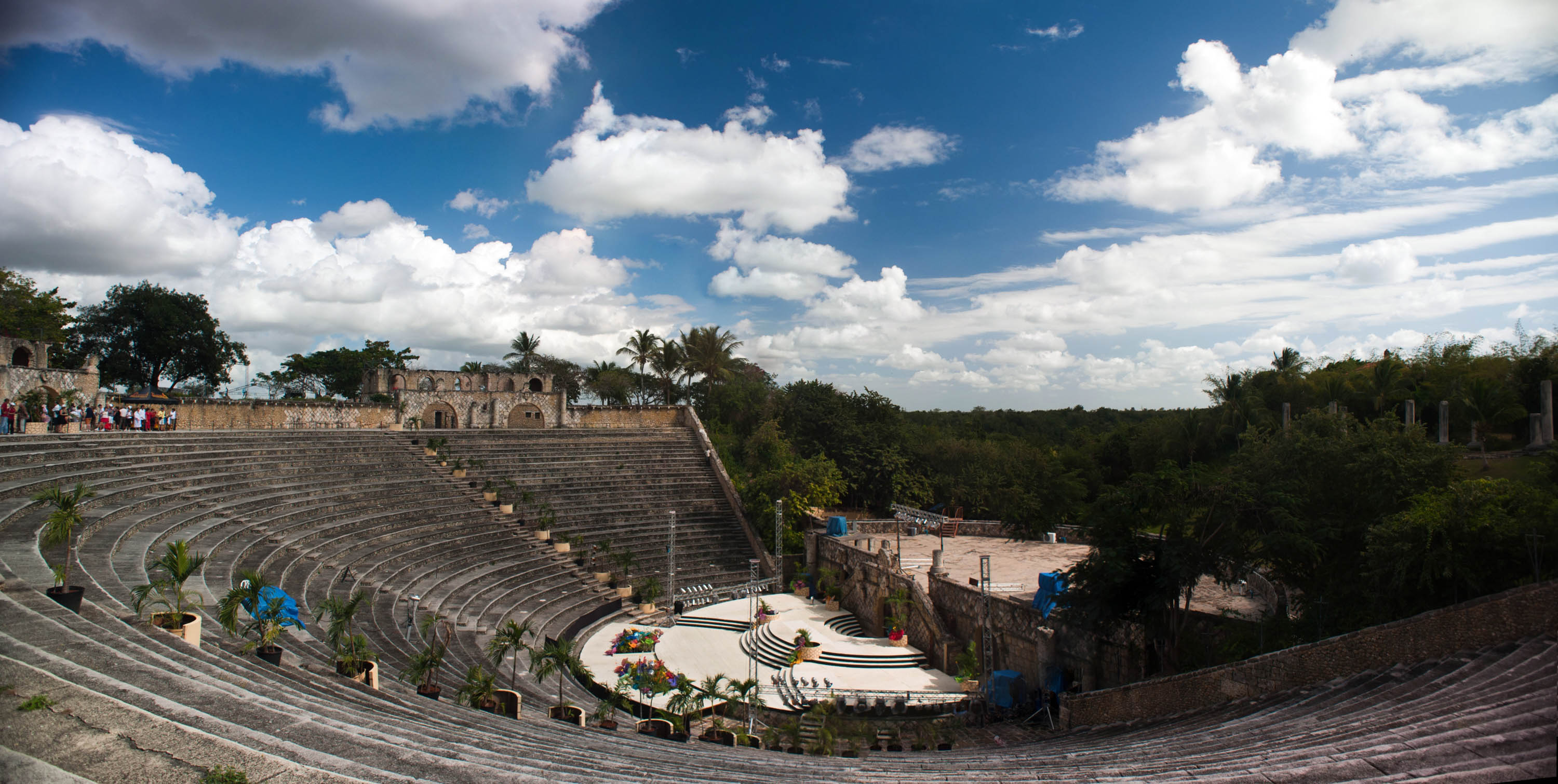
Altos de Chavón, amfiteátr